# Desvetudo
Desvetudo betyder at afvænne eller gå af brug og bruges oftest om at en retsnorm med tiden er blevet ophævet ved en retssædvane, der strider mod retsnormen.
Indenfor juraen betegner desvetudo således, at en regels bortfalder ved ikke-brug gennem længere tid.
Forbrugerombudsmanden vurderede i en sag fra 1991, at "Lov af 9de Februar 1866 angaaende Behandlingen af den Landsognene paa Bornholm tillagte Andeel i Udmarksjordene" ikke var bortfaldet ved desvetudo. Forbrugerombudsmanden gik dermed i mod den daværende Skov- og Naturstyrelsen, der vurderede, at loven fra 1966 formentlig var bortfaldet ved desvetudo.
Forbrugerombudsmanden udtalte i den sag, at "Det er ganske usædvanligt, at en lov, der er vedtaget efter grundlovens ikrafttræden, bortfalder, selv om den ikke er blevet ophævet ved en nyere lov."